# Диснер, Вальтер
Вальтер Диснер (нем. Walter Dießner; род. 26 декабря 1954 или 27 декабря 1954, Майсен) — немецкий гребец, выступавший за сборную ГДР по академической гребле в период 1974—1981 годов. Чемпион летних Олимпийских игр в Москве, серебряный призёр Олимпиады в Монреале, четырёхкратный чемпион мира, победитель и призёр многих регат национального значения.

## Биография
Вальтер Диснер родился 26 декабря 1954 года в городе Майсен, ГДР. Проходил подготовку в Дрездене в местном спортивном клубе «Айнхайт Дрезден» под руководством тренера Ханса Экштайна. Тренировался вместе со своим братом-близнецом Улльрихом, выступал с ним в одном экипаже на протяжении всей своей спортивной карьеры (у братьев разные даты рождения, поскольку один появился на свет до полуночи, а другой — после).
Впервые заявил о себе в гребле в 1972 году, выиграв золотую медаль в распашных безрульных двойках на юниорском мировом первенстве в Милане.
Первого серьёзного успеха на взрослом международном уровне добился в сезоне 1974 года, когда вошёл в основной состав восточногерманской национальной сборной и выступил на чемпионате мира в Люцерне, где одержал победу в рулевых четвёрках.
В 1975 году побывал на мировом первенстве в Ноттингеме, откуда привёз награду серебряного достоинства, выигранную в четвёрках — уступил в финале команде из Советского Союза.
Благодаря череде удачных выступлений удостоился права защищать честь страны на летних Олимпийских играх 1976 года в Монреале — в составе экипажа, куда также вошли гребцы Андреас Шульц, Рюдигер Кунце, Улльрих Диснер и рулевой Йоханнес Томас, занял второе место в рулевых четвёрках, пропустив вперёд только команду из СССР, и тем самым завоевал серебряную олимпийскую медаль.
В 1977 году отметился победой в четвёрках на чемпионате мира в Амстердаме.
На мировом первенстве 1978 года в Карапиро вновь был лучшим в четвёрках.
В 1979 году на аналогичных соревнованиях в Бледе повторил это достижение в той же дисциплине, став таким образом четырёхкратным чемпионом мира по академической гребле.
Находясь в числе лидеров восточногерманской сборной, благополучно прошёл отбор на Олимпийские игры 1980 года в Москве — совместно с братом Улльрихом, Готтфридом Дёном, Дитером Вендишом и рулевым Андреасом Грегором победил в зачёте распашных рулевых четвёрок, добавив в послужной список золотую олимпийскую медаль.
После московской Олимпиады Диснер ещё в течение некоторого времени оставался в составе гребной команды ГДР и продолжал принимать участие в крупнейших международных регатах. Так, в 1981 году он стартовал в восьмёрках на чемпионате мира в Мюнхене — на сей раз попасть в число призёров не смог, показав в финале лишь четвёртый результат.
Сделав некоторый перерыв в карьере, в 1983 году вернулся в греблю и на чемпионате ГДР занял третье место в зачёте безрульных четвёрок.
За выдающиеся спортивные достижения награждался орденом «За заслуги перед Отечеством» в бронзе (1976) и серебре (1980).
Впоследствии стал пекарем, управлял собственной пекарней в Майсене. Его сын Йёрг Диснер тоже добился определённых успехов в академической гребле, выигрывал чемпионат мира, участвовал в двух Олимпийских играх.